# Parastagmatoptera serricornis
Parastagmatoptera serricornis es una especie de mantis de la familia Mantidae.

## Distribución geográfica
Se encuentra en Argentina, Brasil, Surinam, Chile y  Venezuela.